# Samsung Pay
Samsung Pay — платіжна система для мобільних пристроїв, створена компанією Samsung. Цей сервіс дозволяє використовувати відповідні мобільні пристрої як платіжну картку, він працює з безконтактними терміналами оплати за допомогою технології NFC, а також терміналами, що працюють лише з картками з магнітною смугою, за допомогою технології MST. Вперше була представлена компанією Samsung на виставці MWC 2015 року разом із презентацією смартфонів Samsung Galaxy S6 і Galaxy S6 Edge, також Samsung Pay підтримують новіші смартфони зі сканером відбитків пальців.
Сервіс був запущений в Південній Кореї 20 серпня 2015 року і 25 вересня в США того ж року. 2016 року на International CES було анонсовано, що Samsung Pay буде доступний в Австралії, Бразилії, Іспанії і Сингапурі.

## Сервіс
Samsung Pay був розроблений на основі LoopPay, краудфандингової стартап-компанії, яку Samsung придбала 2015 року за $300 млн, це стало одним з найбільших придбань, здійснених компанією. Послуга підтримує як мобільні платіжні системи на основі NFC (які отримують пріоритет при виявленні підтримки), так і ті, що підтримують лише магнітні стрічки. Це досягається за допомогою технології, відомої як магнітна безпечна передача (MST), яка імітує проведення смужки з постійним магнітом повз зчитувач, генеруючи безпосередньо форму магнітної хвилі ближнього поля. Розробники LoopPay заявили, що завдяки такому дизайну технологія буде працювати з «майже 90 %» всіх торгових терміналів у США (за винятком терміналів, які вимагають, щоб картка була фізично вставлена в гніздо для роботи).
На телефонах меню Samsung Pay запускається свайпом знизу екрана. У додаток можна завантажити різні кредитні, дебетові картки та картки лояльності, які можна обирати, проводячи пальцем між ними на екрані. У Південній Кореї Samsung Pay можна використовувати для онлайн-платежів і для зняття грошей у банкоматах деяких банків.
У Китаї Samsung Pay підтримує платежі в додатку, платежі за допомогою QR-коду (Alipay та WeChat Pay) та картки громадського транспорту Пекіна, Шанхая, Гуанчжоу, Шеньчженя та інших міст. У Гонконзі Samsung Pay можна пов'язати з картками Octopus, які називаються Smart Octopus, щоб здійснювати електронні платежі з послугою збереженої вартості для платежів в онлайн і офлайн системах.
В Індії Samsung Pay підтримує Unified Payments Interface (UPI) та BharatQR. Він також підтримує оплату рахунків через Bharat Bill Payment System (BBPS).
У травні 2020 року Samsung Pay представив Samsung Money by SoFi — перший мобільний сервіс для управління грошима, який надає доступ до рахунку для управління готівкою та супутньої дебетової картки Mastercard через додаток Samsung Pay у партнерстві з фінтех-компанією SoFi.
У червні 2022 року Samsung Pay було перейменовано на Samsung Wallet у США, Великобританії, Франції, Німеччині, Італії та Іспанії. Разом з перейменуванням з'явилися нові функції, такі як можливість зберігати цифрові активи та цифрові ключі в додатку Wallet. Ці нові функції також з'явилися в додатку Samsung Pay в Південній Кореї, незважаючи на те, що він не прийняв нову назву «Samsung Wallet».
У березні 2024 року у Samsung Pay заявили про відмову від співапраці з російською платіжною системою Мир.

## Впровадження системи в світі

Глобальна доступність сервісу Samsung Pay

| Дата              | Країна                     |
| ----------------- | -------------------------- |
| 20 серпня 2015    | Південна Корея             |
| 28 вересня 2015   | США                        |
| 29 березня 2016   | Китай                      |
| 2 червня 2016     | Іспанія                    |
| 15 червня 2016    | Австралія                  |
| 16 червня 2016    | Сінгапур                   |
| 13 липня 2016     | Пуерто-Рико                |
| 19 липня 2016     | Бразилія                   |
| 28 вересня 2016   | Росія                      |
| 8 листопада 2016  | Канада                     |
| 8 лютого 2017     | Таїланд                    |
| 24 лютого 2017    | Малайзія                   |
| 22 березня 2017   | Індія                      |
| 27 квітня 2017    | Швеція                     |
| 27 квітня 2017    | Об'єднані Арабські Емірати |
| 16 травня 2017    | Велика Британія            |
| 23 травня 2017    | Швейцарія                  |
| 23 травня 2017    | Тайвань                    |
| 25 травня 2017    | Гонконг                    |
| 28 вересня 2017   | В'єтнам                    |
| 15 листопада 2017 | Білорусь                   |
| 22 березня 2018   | Італія                     |
| 26 квітня 2018    | Франція                    |
| 21 серпня 2018    | ПАР                        |
| 23 березня 2019   | Індонезія                  |
| 21 січня 2020     | Казахстан                  |
| 20 вересня 2020   | Кувейт                     |
| 28 жовтня 2020    | Німеччина                  |
| 23 серпня 2022    | Катар                      |
| 31 жовтня 2022    | Данія                      |
| 31 жовтня 2022    | Норвегія                   |
| 31 жовтня 2022    | Фінляндія                  |
| 11 грудня 2022    | Бахрейн                    |
| 28 квітня 2024    | Оман                       |
| 9 грудня 2024     | Саудівська Аравія          |
| 25 лютого 2025    | Японія                     |

## Сумісні пристрої

### Флагманські смартфони

#### Galaxy Z
- Samsung Galaxy Fold
- Samsung Galaxy Z Flip
- Samsung Galaxy Z Fold 2
- Samsung Galaxy Z Flip 3
- Samsung Galaxy Z Fold 3

#### Galaxy Note
- Samsung Galaxy Note5
- Samsung Galaxy Note7
- Samsung Galaxy Note Fan Edition
- Samsung Galaxy Note8
- Samsung Galaxy Note9
- Samsung Galaxy Note10
- Samsung Galaxy Note10+
- Samsung Galaxy Note10 Lite
- Samsung Galaxy Note20
- Samsung Galaxy Note20 Ultra

#### Galaxy S
- Samsung Galaxy S6
- Samsung Galaxy S6 Edge
- Samsung Galaxy S6 Edge+
- Samsung Galaxy S6 Active
- Samsung Galaxy S7
- Samsung Galaxy S7 Edge
- Samsung Galaxy S7 Active
- Samsung Galaxy S8
- Samsung Galaxy S8+
- Samsung Galaxy S8 active
- Samsung Galaxy S Light Luxury
- Samsung Galaxy S9
- Samsung Galaxy S9+
- Samsung Galaxy S10e
- Samsung Galaxy S10
- Samsung Galaxy S10+
- Samsung Galaxy S10 5G
- Samsung Galaxy S10 Lite
- Samsung Galaxy S20
- Samsung Galaxy S20+
- Samsung Galaxy S20 Ultra
- Samsung Galaxy S20 Fan Edition
- Samsung Galaxy S21
- Samsung Galaxy S21+
- Samsung Galaxy S21 Ultra
- Samsung Galaxy S21 Fan Edition
- Samsung Galaxy S22
- Samsung Galaxy S22+
- Samsung Galaxy S22 Ultra

### Смартфони середньобюджетного сегмента

#### Galaxy A
- Samsung Galaxy A3 (2016)
- Samsung Galaxy A5 (2016)
- Samsung Galaxy A7 (2016)
- Samsung Galaxy A9 (2016)
- Samsung Galaxy A9 Pro (2016)
- Samsung Galaxy A3 (2017)
- Samsung Galaxy A5 (2017)
- Samsung Galaxy A7 (2017)
- Samsung Galaxy A6s (2018)
- Samsung Galaxy A6 (2018)
- Samsung Galaxy A6+ (2018)
- Samsung Galaxy A8 (2018)
- Samsung Galaxy A8+ (2018)
- Samsung Galaxy A8 Star (2018)
- Samsung Galaxy A8s (2018)
- Samsung Galaxy A7 (2018)
- Samsung Galaxy A9 (2018)
- Samsung Galaxy A20 (2019)
- Samsung Galaxy A30 (2019)
- Samsung Galaxy A30s (2019)
- Samsung Galaxy A40 (2019)
- Samsung Galaxy A40s (2019)
- Samsung Galaxy A50 (2019)
- Samsung Galaxy A50s (2019)
- Samsung Galaxy A60 (2019)
- Samsung Galaxy A70 (2019)
- Samsung Galaxy A70s (2019)
- Samsung Galaxy A80 (2019)
- Samsung Galaxy A90 (2019)
- Samsung Galaxy A11 (2020)
- Samsung Galaxy A21 (2020)
- Samsung Galaxy A21s (2020)
- Samsung Galaxy A31 (2020)
- Samsung Galaxy A41 (2020)
- Samsung Galaxy A51 (2020)
- Samsung Galaxy A71 (2020)
- Samsung Galaxy A22 (2021)
- Samsung Galaxy A32 (2021)
- Samsung Galaxy A52 (2021)
- Samsung Galaxy A72 (2021)
- Samsung Galaxy A Quantum2(2021)

#### Galaxy C
- Samsung Galaxy C5
- Samsung Galaxy C5 Pro
- Samsung Galaxy C7
- Samsung Galaxy C7 Pro
- Samsung Galaxy C8
- Samsung Galaxy C9
- Samsung Galaxy C9 Pro

### Смартфони бюджетного сегмента

#### Galaxy M
- Samsung Galaxy M20 (2019)
- Samsung Galaxy M30 (2019)
- Samsung Galaxy M30s (2019)
- Samsung Galaxy M40 (2019)
- Samsung Galaxy M11 (2020)
- Samsung Galaxy M21 (2020)
- Samsung Galaxy M31 (2020)
- Samsung Galaxy M51 (2020)

#### Galaxy F
Samsung Galaxy F41 (2020)

#### Galaxy J
- Samsung Galaxy J5 Prime (2016)
- Samsung Galaxy J7 Prime (2016)
- Samsung Galaxy J5 (2017)
- Samsung Galaxy J7 (2017)
- Samsung Galaxy J7 Pro (2017)
- Samsung Galaxy J7 Max (2017)
- Samsung Galaxy J7 Prime (2017)
- Samsung Galaxy J4+ (2018)
- Samsung Galaxy J6+ (2018)
- Samsung Galaxy J7 Prime 2 (2018)
- Samsung Galaxy J7 Duo (2018)

### Смартфони, які не входять до лінійки Galaxy

#### Samsung W
- Samsung W2017
- Samsung W2018
- Samsung W2019
- Samsung W2020
- Samsung W2021

## Розумні годинники

### Galaxy Watch
- Samsung Galaxy Watch
- Samsung Galaxy Watch Active
- Samsung Galaxy Watch Active2
- Samsung Galaxy Watch 3

### Samsung Gear
- Samsung Gear S2
- Samsung Gear S3
- Samsung Gear Sport